# Mosquée Ar-Rahma de Kiev
Pour les articles homonymes, voir Mosquée Ar-Rahma.
La Mosquée Ar-Rahma de Kiev (en arabe : مسجد الرحمة, traduit en français par mosquée de la miséricorde) est un édifice religieux musulman situé à Kiev et fondée en 2000.

## Photographies

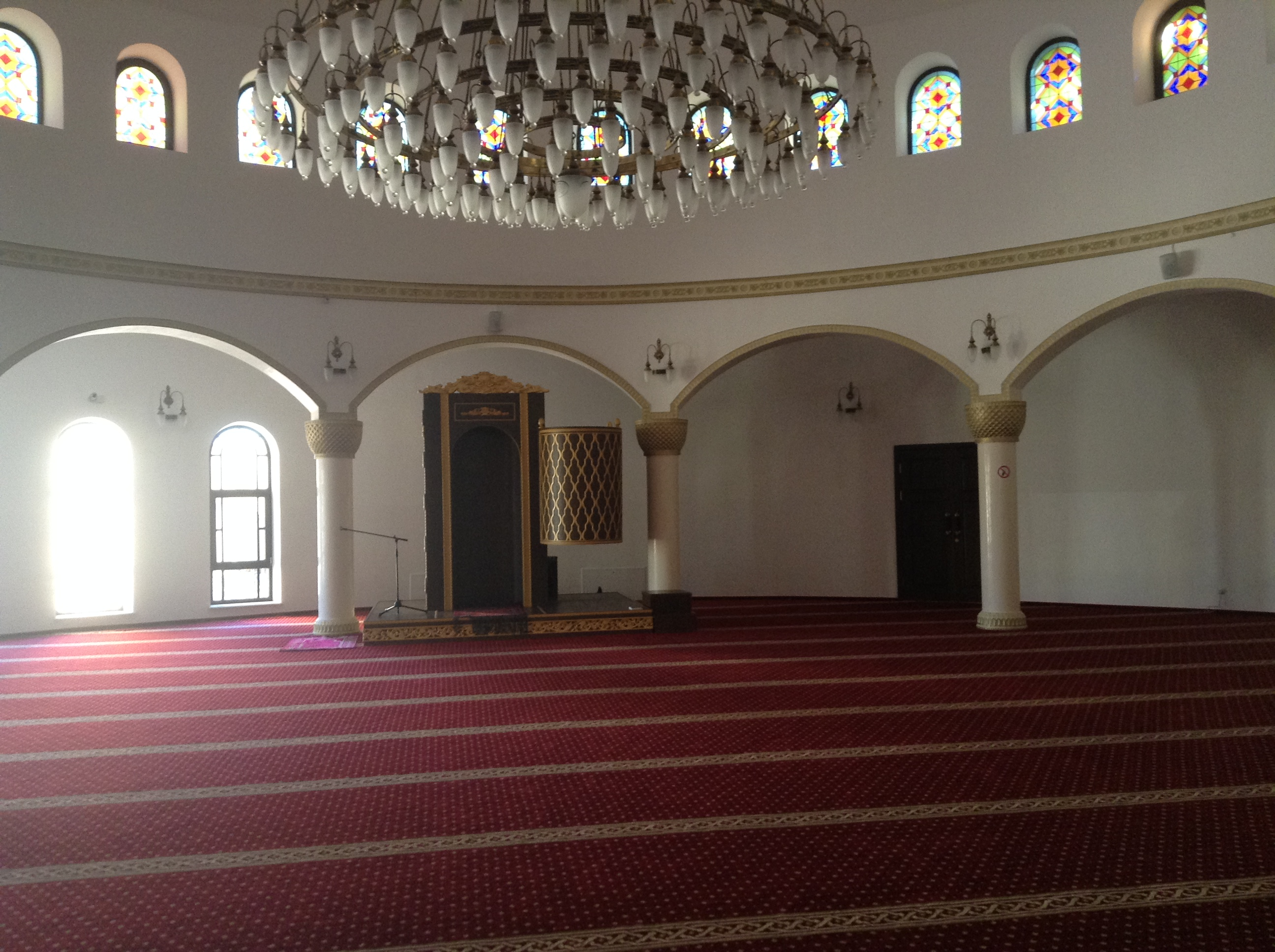
Intérieur,
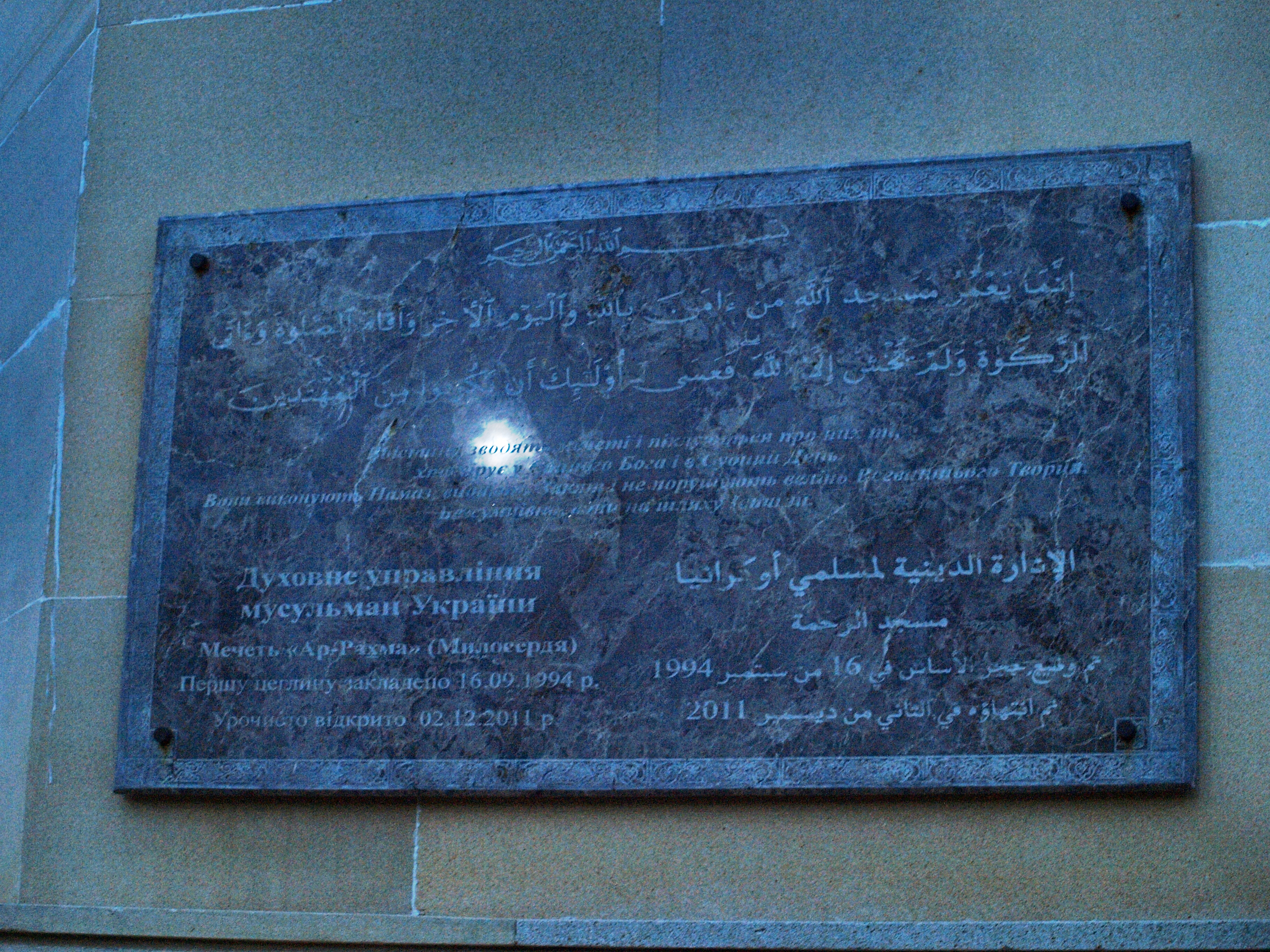
dédicace.
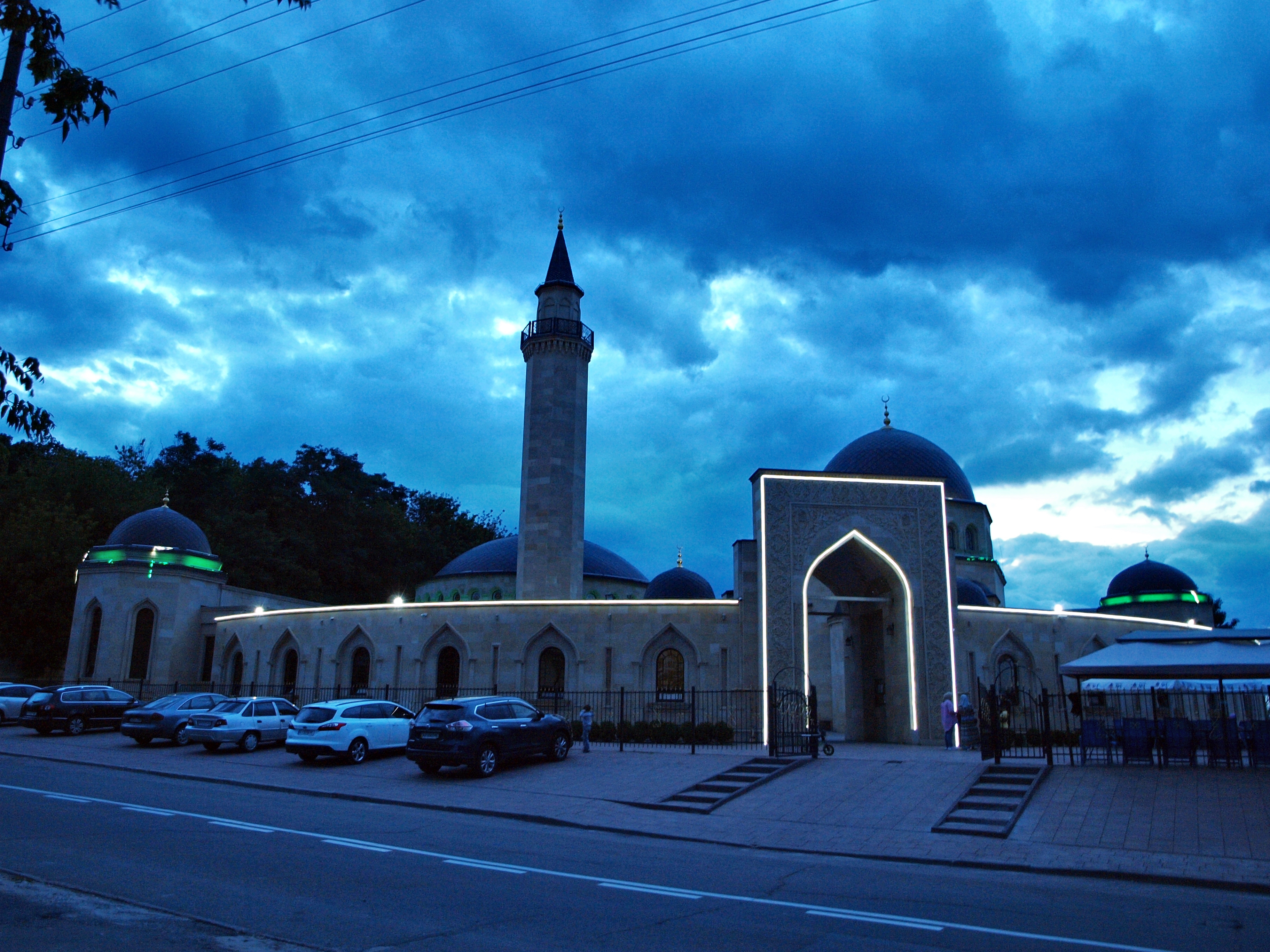
Nuitement.